# Ronneburger Acker- und Bergbaugebiet
Das Ronneburger Acker- und Bergbaugebiet ist ein Naturraum unmittelbar östlich Geras im Osten Thüringens, zu Randanteilen auch im Westen Sachsens. Er bildet den äußersten Nordosten der Haupteinheit Ostthüringisch-Vogtländische Hochflächen und die östlichste Teillandschaft der Thüringer Schiefergebirges im erweiterten Sinne.
Die flachwellige Schiefergebirgsrumpffläche liegt im Nordosten des Landkreises Greiz, zu kleineren Anteilen auch im Osten der kreisfreien Stadt Gera und im äußersten Südwesten des Landkreises Altenburger Land (bisher alle Thüringen) sowie im äußersten Westen des Landkreises Zwickauer Land (Sachsen). Seine innerthüringische Fläche beträgt laut der Gliederung Die Naturräume Thüringens 160 km², laut BfN-Steckbrief beträgt seine Gesamtfläche 190 km².

## Lage und Grenzen
Zum Ronneburger Acker- und Bergbaugebiet gehören im Norden die namensgebende Stadt Ronneburg, in seinem Osten Seelingstädt und im äußersten Süden Teichwolframsdorf. 
Das Acker- und Bergbaugebiet grenzt im Norden an das Altenburg-Zeitzer Lösshügelland und im Osten an das Obere Pleißeland, das heute meistens zum Erzgebirgsbecken, in jedem Falle aber zum Erzgebirgsvorland gezählt wird. Von dort aus zieht sich die Südgrenze zum Mittelvogtländischen Kuppenland von südwestlich Werdaus bis nördlich von Greiz, von wo aus die Südwest-Grenze zu den „eigentlichen“ Ostthüringisch-Vogtländischen Hochflächen dem (nicht mehr hinzugerechneten) Tal der Weißen Elster über Berga und Wünschendorf nach Nordosten bis Gera folgt.

## Bergbau

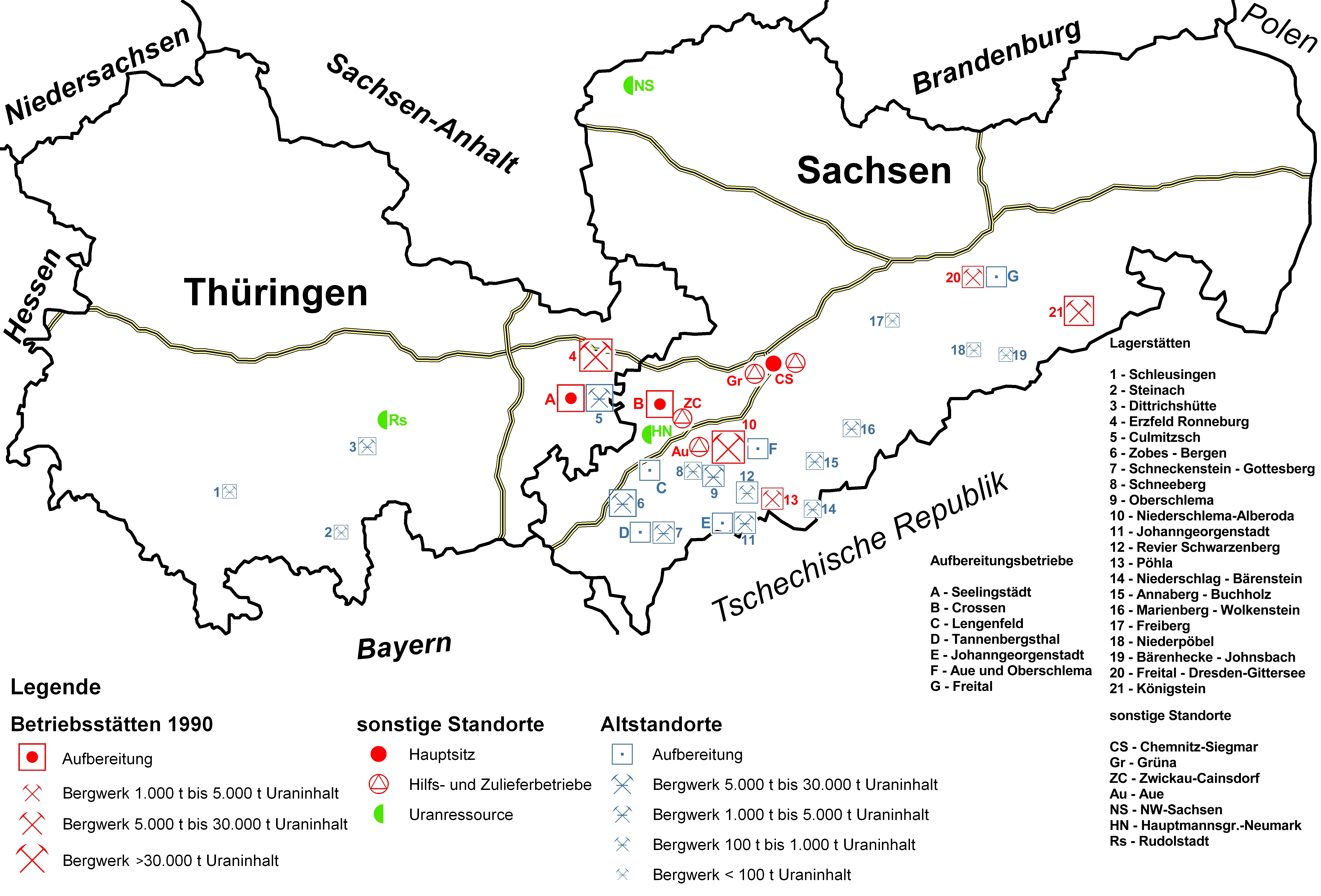
Standorte der Wismut in Thüringen und Sachsen

Zwischen 1949 und 1990 wurde hier durch die Wismut AG/SDAG Wismut Uran abgebaut. Im Erzfeld Ronneburg befanden sich die Lagerstätten. Es handelte sich um die größte Uranressource Europas mit einem Inhalt von etwa 200.000 t Uran, von denen bis 1990 etwa 113.000 t abgebaut wurden.